# Tahar Djaout
Tahar Djaout (Cabilia, 11 de enero de 1954-Argel, 2 de junio de 1993) fue un periodista, poeta y escritor de ficción argelino. Fue asesinado en 1993 por el Grupo Islámico Armado.

## Biografía
Nació en 1954 en Oulkhou, un pueblo en la región de Kabylie. 
En 1970, su novela Las Insoumis recibió una mención al concurso literario Zona de las tormentas. Acabó sus estudios el año siguiente en el liceo Okba de Argel y obtuvo en 1974 una licenciatura en matemáticas de la universidad de Argel, donde se relacionó con el poeta Hamid Tibouchi.
Después de la universidad trabajó como periodista para Algérie Actualité (1980-1984), y durante la década de 1980, se convirtió en uno de los más destacados talentos literarios de Argelia.

## Asesinato
Fue asesinado por el Grupo Islámico Armado debido a su apoyo a la laicidad y su oposición a lo que consideraba fanatismo. Fue atacado el 26 de mayo de 1993, cuando salía de su casa en Argel, Argelia. Murió el 2 de junio, después de permanecer en coma durante una semana. Uno de sus atacantes profesó que fue asesinado porque él «manejó una temible pluma que podría tener un efecto sobre los sectores islámicos».
Como consecuencia de su asesinato, el Cruce de las literaturas (Estrasburgo, Francia) lanzó un llamado a favor de la creación de una estructura de amparo de escritores. Esta llamada reunió rápidamente más de 300 firmas, y es al origen de la creación del Parlement international des écrivains (Parlamento internacional de los escritores).
Después de su muerte, la BBC realizó un documental sobre él, titulado «Shooting the Writer», introducido por Salman Rushdie con la participación de Rachid Mimouni, Omar Belhouchet, su madre Zineb Djaout y su mujer Ferroudja Djaout. [cita requerida]

## Trabajos
- The Last Summer of Reason Novela, Ruminator Books, 2001] (Paris, Seuil, 1999]
- The Watchers [Novela, Ruminator Books] (1991)
- L'invention du Desert, [Novela, Editions du Seuil, 1987]
- Les Chercheurs d'Os [Novela, Editions du Seuil, 1984]
- Les Rets de l'oiseleur (historia corta) [SNED, Algiers, 1983]
- L'oiseau minéral, poems, [Sigean, L'Orycte, 1982]
- L'exproprié, [Novel, SNED, Algiers, 1981]
- Insulaire et Cie, poems [Sigean, L'Orycte, 1980]
- L'Arche à vau-l'eau, poems [Editions Saint-Germain-des-Prés, Paris, 1978]
- Solstice Barbelé, poemas, [Editions Naaman, Québec, 1975]

## Obras relacionadas
- Tahar Djaout[5]
- Silence is Death: The Life and Work of Tahar Djaout[6] por Julija Sukys[7]
- "Islamists Killed Tahar Djaout: We Should Give Life to His Ideas," por Jennifer Bryson, 16 de enero de 2009, El Discurso Público[8]
- Ali Chibani, Tahar Djaout et Lounis Aït Menguellet. Temps clos et ruptures spatiales, París, L'Harmattan, 2012.[9]